# غولاب (مقاطعة تشرداول)
غولاب (بالفارسية: گولاب) هي قرية تقع في قسم زردلان الريفي (مقاطعة تشرداول) في إيران. يقدر عدد سكانها بـ 36 نسمة بحسب إحصاء 2016.